# Gerichtsamt Crimmitschau
Das Gerichtsamt Crimmitschau war in den Jahren zwischen 1856 und 1874 die unterste Verwaltungseinheit und von 1856 bis 1879 nach der Abschaffung der Patrimonialgesetzgebung im Königreich Sachsen Eingangsgericht. Es hatte seinen Amtssitz in der Stadt Crimmitschau.

## Geschichte
Nach dem 1854 erfolgten Tod des Königs Friedrich August II. von Sachsen wurde unter dessen Nachfolger  König Johann nach dem Vorbild anderer Staaten des Deutschen Bundes die Abschaffung der Patrimonialgesetzgebung verordnet. An die Stelle der bisher im Königreich Sachsen in Stadt und Land vorhandenen Gerichte der untersten Instanz traten die zentral gelegenen Bezirksgerichte und Gerichtsämter in nahezu allen größeren Städten. Die Details der Verwaltungsreform regelte das sächsische Gerichtsverfassungsgesetz vom 11. August 1855 und die Verordnung über die Bildung der Gerichtsbezirke vom 2. September 1856.
Stichtag für das Inkrafttreten der neuen Behördenstruktur im Königreich Sachsen war der 1. Oktober 1856. Das neu gebildete Gerichtsamt Crimmitschau unterstand dem Bezirksgericht Zwickau. Sein Gerichtsbezirk umfasste Crimmitschau, Carthause, Culten, Dänkritz, Dennheritz (Anteilig), Frankenhausen (mit Gosel), Gablenz, Gösau, Harthau (mit Lauenhain), Heiersdorf (mit Anteil Schönheide), Kleinhessen (mit Bosenhof und Krippe), Kniegasse, Langenreinsdorf, Lauenhain (mit Tempel), Naundorf, Neukirchen (bei Crimmitschau), Nichzenhain, Niedergrünberg, Obergrünberg, Rudelswalde (mit Sahnau), Schiedel, Schweinsburg (mit Döbitzgut), Tempel (bei Frankenhausen), Thonhausen (sächsischer Anteil), Ungewiß, Wahlen, Waldsachsen (sächsischer Anteil, anteilig).
Die Zivil- und Kriminalgerichtsbarkeit im Weichbild der Stadt wurde in allen ihren Zweigen vom Gerichtsamt Crimmitschau verwaltet. Die Polizei und die Polizeigerichtsbarkeit aber stand, mit Ausnahme des Pass- und Fremdenwesens, welches auch das Gerichtsamt Crimmitschau verwaltete, dem Bürgermeister und städtischem Rat zu, dem somit die gesamte Wohlfahrts-, Sicherheits-, Gewerbe- und Gesindepolizei  sowie das Innungswesen unterstand.
Nach der Neustrukturierung der Gerichtsorganisation gemäß dem Gesetz über die Organisation der Behörden für die innere Verwaltung vom 21. April 1873 gingen die Verwaltungsbefugnisse der Gerichtsämter 1874 auf die umgestalteten bzw. neu gebildeten Amtshauptmannschaften über.
Seitdem das bisherige königliche Gericht als königliches Gerichtsamt bezeichnet wurde, führte sein Vorstand den Titel Gerichtshauptmann.
Das Gerichtsamt Crimmitschau wurde im Zuge der Neustrukturierung der sächsischen Gerichtsorganisation gemäß dem Gesetz über die Organisation der Behörden für die innere Verwaltung vom 21. April 1873 in die im Jahre 1874 neugeschaffene Amtshauptmannschaft Zwickau mit Sitz in Zwickau integriert.
1879 wurde das Gerichtsamt Crimmitschau auf Grund des Gesetzes über die Bestimmungen zur Ausführung des Gerichtsverfassungsgesetzes im Deutschen Reich vom 27. Januar 1877 und des Gesetzes über die Zuständigkeit der Gerichte in Sachen der nichtstreitigen Gerichtsbarkeit vom 1. März 1879 durch das neu gegründete Amtsgericht Crimmitschau abgelöst.

## Schriftliche Überlieferung
Die Archivalien des Gerichtsamts Crimmitschau werden als Bestand 33217 Gerichtsamt Crimmitschau heute im Sächsischen Staatsarchiv – Staatsarchiv Chemnitz verwaltet. Dieser kleine Splitterbestand umfasst 0,59 laufende Meter Archivgut aus den Jahren 1848 bis 1877.